# روگات
روگات (به هلندی: Rogat) یک منطقهٔ مسکونی در هلند است که در مپل (هلند) واقع شده‌است. روگات ۱۳۰ نفر جمعیت دارد.